# Upplands runinskrifter 298
Upplands runinskrifter 298 är ett vikingatida runstensfragment av granit i Skånela kyrka, Skånela socken och Sigtuna kommun. Runstensfragmentet är cirka 0,8 gånger 0,7 meter. Runslingans bredd är mellan 4 och 6 centimeter. Runstensfragementet är rest på kyrkogårdsmuren. Inskriften ger ingen begriplig mening. Erik Brate menade att den är någon sorts lönnskrift.

## Inskriften
Translitterering av runraden:
...rihisastnfmrafʀþmiourisnai...
Normalisering till runsvenska:
...